# Andre Kostelanetz
Andre Kostelanetz (en ruso: Андрей Костеланец, 22 de diciembre de 1901-13 de enero de 1980) fue un director de orquesta y arreglador, y uno de los pioneros de la música ligera.

## Biografía
Nació en San Petersburgo, Rusia, en una acomodada familia judía. Era primo del físico Lew Kowarski. Su padre, Najman Yojelevich (Naum Ignatievich) Kostelanetz era miembro activo de la bolsa de valores en San Petersburgo. Su abuelo materno, Aizik Yevelevich Dymshitz, era un rico comerciante e industrial dedicado a la producción de madera. Kostelanetz escapó en 1922 tras la Revolución Rusa. Llegó a los Estados Unidos ese año y, en la década de 1920, realizó conciertos para la radio. En la década de 1930 comenzó su propio programa semanal en la cadena CBS, "André Kostelanetz Presenta".
Kostelanetz era conocido por el arreglo y el registro de piezas de música clásica ligera para todos, así como por sus versiones orquestales de canciones y melodías de espectáculos de Broadway. Realizó numerosas grabaciones a lo largo de su carrera, con una recaudación de más de 50 millones de dólares y que se convirtieron en bella música insustituible en las estaciones de radio.[cita requerida] Durante muchos años Kostelanetz también dirigió la Filarmónica de Nueva York en conciertos pop y grabaciones en los que era anunciado como Kostelanetz André y su orquesta.
André Kostelanetz puede ser conocido en nuestros dias a través de una serie de álbumes instrumentales de música ligera de Columbia Records publicados entre 1940 y 1980. Kostelanetz comenzó a hacer esta música antes de que existiera el género llamado "easy listening"[cita requerida], y continuó haciéndolo incluso después de que algunos de sus contemporáneos como Mantovani dejaron de grabar.
Fuera de los Estados Unidos, una de sus obras más conocidas fue un arreglo orquestal de la canción "With a Song in my Heart" (Con una canción en mi corazón), usada como sintonía de un programa de radio de larga duración en el aire de la BBC llamado Forces Favourites, cuyo nombre cambió después a Family Favourites (Los Favoritos de la familia) y, finalmente otra vez a Two Way Family Favourites.
Puso en escena muchas obras, incluyendo Lincoln Portrait (Retrato de Lincoln) de Aaron Copland; Mark Twain Portrait (Retrato de Mark Twain) de Jerome Kern; Tríptico de Nueva Inglaterra de William Schuman, Frontiers (Fronteras) de Paul Creston, Hudson River Suite de Ferde Grofé,  los retratos musicales de Fiorello La Guardia y Dorothy Thompson por Virgil Thomson, Floating World (Mundo flotante) de Alan Hovhaness, y Magic Prison (Prisión mágica) de Esdras Laderman. William Walton dedicó su Capriccio Burlesco a Kostelanetz, quien la puso en escena e hizo la primera grabación con la Filarmónica de Nueva York.
Hacia el final de su carrera discográfica su nombre representaba más una marca que la verdadera representación de quien realmente hace la música, ya que casi toda su producción de la década de 1970 fue arreglada por otros.[cita requerida] Algunos de los arreglistas mencionados en los álbumes de los 70 de Kostelanetz incluyen a Teo Macero, Torrie Zito, Hank Levy, Luther Henderson, Cortner Jack, Eddie Sauter, Claus Ogerman, Pleis Jack, Tommy Newsom, Harold Wheeler, Bobby Scott, Johnson LaMont, Marcus Wade, Patrick Williams, Sammy Nestico, Warren Vicente, Dick Hyman, Jorge Calandrelli y Don Sebesky.
El último concierto de Kostelanetz fue Una noche en la vieja Viena con la Orquesta Sinfónica de San Francisco en la War Memorial Opera House el 31 de diciembre de 1979.

## Vida personal
Fue el primer esposo de la actriz y cantante Sarah Loy, con quien estuvo casado entre 1923 y 1937. Después fue el segundo marido de la soprano Lily Pons, con la que estuvo casado entre 1938 y 1958. Poseían una mansión en Palm Springs, California, construida en 1955.
En 1960 desposó a Sara Gene Orcutt, matrimonio que duró muchos años.
Su hermano Boris Kostelanetz (1911–2006) fue un prominente abogado especialista en impuestos.

## Muerte
Murió en Haití el 13 de enero de 1980, a la edad de 78 años.

## Discografía
- The Music of Victor Herbert, André Kostelanetz and his Orchestra, Columbia Masterworks M-415
- Tchaikovsky: Nutcracker Suite, Op. 71a, 19?? Columbia Long Playing CL 730
- Music Of Irving Berlin, 1950, Columbia Masterworks 4314
- Music Of Cole Porter, 1951, Columbia Masterworks 2014
- Music Of George Gershwin, 1951, Columbia Masterworks 2026
- Black Magic, 1955, Columbia 712
- Music Of Vincent Youmans, 1955, Columbia 734
- Music of Fritz Kreisler, Music of Sigmund Romberg, 1955, Columbia 771
- You And The Night And The Music, 1956, Columbia 772
- Music Of Jerome Kern, 1956, Columbia 776
- Stardust, 1956, Columbia 781
- Kostelanetz conducts..., Columbia CL 786
- Broadway Spectacular, 1957, Columbia 865
- Tender Is The Night, 1957, Columbia 886
- The Romantic Music Of Rachmaninoff, 1957, Columbia 1001
- The Columbia Album Of Richard Rodgers, 1958, Columbia 1140
- Theatre Party,1959/60?, Columbia 1199
- Joy To The World, 1960, Harmony 11232
- Music From Flower Drum Song, 1960, Columbia 1280
- Nutcracker Suite, 1961, Columbia Masterworks 6264
- The New Wonderland Of Sound, 1961, Columbia 8457
- Star Spangled Marches, 1962, Columbia 1718
- Broadway's Greatest Hits, 1962,    Columbia 1827
- Music From "Mr. President", 1962, Columbia 1921
- Wonderland Of Golden Hits, 1963, Columbia 8839
- I Wish You Love, 1964, Columbia 2185
- The Romantic Strings Of Andre Kostelanetz, Columbia Masterworks 6711
- Romantic Waltzes By Tchaikovsky, Columbia Masterworks 6824
- Today's Golden Hits, 1966, Columbia 9334
- The Shadow Of Your Smile, 1966, Columbia 13285
- The Kostelanetz Sound Of Today, 1967, Columbia 9409
- Scarborough Fair, 1968, Columbia 9623
- For The Young At Heart, 1968, Columbia 9691
- Traces, 1969, Columbia 13282
- Greatest Hits Of The '60s, 1970, Columbia 9973
- I'll Never Fall In Love Again, 1970, Columbia 9998
- Wonderland Of Christmas, Columbia 10086
- Everything Is Beautiful, 1970, Columbia 30037
- Sunset, 1970, Columbia Masterworks 30075
- Love Story, 1971, Columbia 30501
- For All We Know, 1971, Columbia 30672
- Plays Chicago, 1971, Columbia 31002
- Plays Cole Porter, 1972, Columbia 31491
- Love Theme From "The Godfather", 1972, Harmony 31500
- Last Tango In Paris, 1973, Columbia 32187
- Moon River, 1973, Columbia 32243
- Plays Great Hits Of Today, 1973, Columbia 32415
- The Way We Were, 1974, Columbia 32578
- Plays Michel Legrand's Greatest Hits, 1974, Columbia 32580
- Musical Reflections Of Broadway And Hollywood, 1974, Columbia 33061
- Plays "Murder On The Orient Express", 1975, Columbia 33437
- Never Can Say Goodbye, 1975, Col 33550
- I'm Easy, 1976, Columbia 34157
- Dance With Me, 1976, Columbia 34352
- Plays Broadway's Greatest Hits, 1977, Columbia 34864
- You Light Up My Life, 1978, Columbia 35328
- Theme From "Superman", 1979, Columbia 35781
- (no title), 1980, Columbia 36382